# Лорика линтеа
Лорика линтеа (лат. Lorica lintea) — тип древнеримского панциря (лорика) из нескольких слоев плотной ткани, аналогичный древнегреческому линотораксу. Выражение lorica lintea связан с лат. Linum («лён») и буквально означает «льняной панцирь».
Панцири типа лорика линтеа делали из 2—3 слоев льняного полотна, которые вываривали в соляном растворе с уксусом. Вываривание придавало доспехам необходимую крепкость. Предполагается, что такие панцири могли носить легковооружённые пехотинцы-велиты. Выражение лорика линтеа также употребляют по отношению к кожаным панцирям, однако, скорее всего, в Древнем Риме они именовались просто «лориками» (loricae) — от слова lorum («ремень»).